# Raphael Maklouf
Raphael Maklouf (* 10. Dezember 1937 in Jerusalem) ist ein britischer Bildhauer und Medailleur.

## Leben
Maklouf kam nach dem Zweiten Weltkrieg nach Großbritannien. Mit 13 Jahren, während eines Krankenhausaufenthalts, begann er Skulpturen zu formen. Von 1954 bis 1958 studierte er am Camberwell College of Arts in London. In den folgenden Jahrzehnten lehrte er Bildhauerei an verschiedenen britischen Hochschulen. Seine Werke wurden in zahlreichen Ausstellungen im In- und Ausland gezeigt. Seit 1977 ist er Mitglied der Royal Society of Arts.

## Werke
Makloufs verbreitetste Werke sind zwei Porträtreliefs von Königin Elisabeth II. für britische Münzen – das eine für Kursmünzen, das andere für Gedenkmünzen. Beide erhielten am 8. August 1984 die königliche Approbation. Die Kursmünzen mit Makloufs Profilbild Elisabeths II. wurden von 1985 bis 1997 geprägt.
Für die Kathedrale von Brentwood schuf Maklouf in den 1990er Jahren Rundreliefs zu den Kreuzwegstationen.